# La Alzada
La Alzada - Acción Feminista Libertaria, est une organisation féministe libertaire fondée en mars 2013 au Chili.

## Historique
Apparue publiquement à l'occasion de la Journée internationale des droits des femmes de 2013, La Alzada, « organisation politique et sociale composée de femmes et d'hommes » se propose de combattre « la violence qu'exerce la structure patriarcale » et les « discriminations fondées sur le sexe ». Elle prône des valeurs d'horizontalité, d'entraide, de solidarité et de fraternité, l'autogestion et la démocratie directe.
La Alzada veut promouvoir un féminisme « d'en bas » et critique ce qu'elle appelle le « féminisme académique » cantonné dans la sphère de la théorie universitaire. Elle vise à s'insérer dans les organisations populaires en affirmant l'égalité des sexes et noue des relations avec les syndicats, les travailleurs et les autres organisations sociales.

### Melissa Sepúlveda

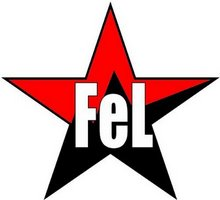
Front des Étudiants Libertaires du Chili.

Dans le sillage du mouvement étudiant chilien de 2011, une militante libertaire de La Alzada et du Frente de Estudiantes Libertarios, Melissa Sepúlveda, est élue en novembre 2013, présidente de la Federación de Estudiantes de la Universidad de Chile (es) (FECh). Elle précise : « Nous entendons le féminisme comme un mouvement social qui cherche l'émancipation. Tant de l'homme, que de la femme. Ce mouvement reconnait, aujourd'hui, une domination selon la catégorie sexuelle. Qu'il y a un bénéfice de l'homme, par rapport à la femme. Nous voulons mettre en évidence que ce combat est toujours actuel. Par exemple, dans la différence des salaires. »

### Décriminalisation de l'avortement
La Alzada est partie prenante de la Marcha Mundial de las Mujeres Chile qui a notamment pour objectif la légalisation de l'interruption volontaire de grossesse. En 2013 et 2014, elle participe aux Marcha por el Aborto Libre, Seguro y Gratuito et dénonce « l'hypocrisie qui permet des avortements dans des cliniques privées ou à l'étranger, tandis que les femmes pauvres meurent de procédures dangereuses et précaires ». Pour l'organisation : « Les femmes au Chili sont traitées comme des criminelles et au moins 438 avortements sont pratiqués dans des conditions dangereuses par jour au Chili [qui] reste l'un des six derniers pays dans le monde où la loi maintient la criminalisation absolue de l'avortement, quelles que soient les raisons ou les circonstances, même en cas de viol ».

### Mémoire de la dictature
En septembre 2013, dans le cadre de la commémoration du quarantième anniversaire du coup d'État militaire, l'association soutient le tournage d'un documentaire sur les sévices sexuels subis dans le centre de tortures La Venda Sexy.

## Textes
- (es) Proyecciones para un nuevo año de lucha feminista, in Las mujeres nos abrimos camino, Solidaridad, no 27, février 2015, sommaire en ligne.

Sur anarkismo.net :
- (es) Sexualidad placentera y maternidad elegida ¡Yo elijo! Dónde, cómo y cuándo, 2 mars 2015, lire en ligne.
- (es) Construyendo feminismo sindical : Taller de oratoria y expresión corporal con el Sintracap, 19 novembre, 2014, lire en ligne.
- (es) El aborto libre seguro y gratuito: por la autodeterminación de nuestro cuerpo y nuestra fuerza de trabajo, 20 septembre 2014, lire en ligne.

## Vidéos
Sur youtube :
- (es) Melissa Sepúlveda : Una Feminista a la FECH, 3 novembre 2013, voir en ligne.

## Sources
- (es) Chile : Presentación de La Alzada, acción feminista libertaria, anarkismo.net, 4 mars 2013, lire en ligne.
- (es) José Antonio Gutiérrez D., La Alzada : « La revolución debe contener la lucha feminista, con y desde lo libertario », anarkismo.net, 6 mars 2013, lire en ligne.
- (es) Adela Velarde, Entrevista a La Alzada : « El movimiento feminista no aceptará migajas », Solidaridad, no 22, avril 2014, lire en ligne.
- (en) Interview with La Alzada - Acción Feminista Libertaria, Ideas and action, Industrial Workers of the World, décembre 2013, lire en ligne.
- (es) Presidenta electa de la Fech : « Se requieren profundas transformaciones en Chile », CNN-Chile, 13 novembre 2013, voir en ligne.
- (es) Los nuevos desafíos de la FECH tras la elección de Melissa Sepúlveda, CNN-Chile, 13 novembre 2013, voir en ligne.
- (es) Fernanda Poblete, La Alzada, Acción Feminista Libertaria visita la zona para conocer la realidad Mapuche, Paislobo, 20 février 2014, écouter en ligne.